# Ричардс, Энн
Дороти Энн Уиллис Ричардс (англ. Dorothy Ann Wills Richards; 1 сентября 1933, Техас — 13 сентября 2006, Остин, Техас) — американский политический и государственный деятель, 45-й губернатор Техаса (1991—1995).

## Биография

### Ранние годы
Энн Ричардс родилась в округе Мак-Леннан, штат Техас. Она была единственным ребёнком в семье Дэвида Сесила Уиллиса и Милдред Ионы Уоррен. Она выросла в Уэйко, где окончила среднюю школу в 1950 году, а затем получила степень бакалавра в Бейлорском университете.

### Политическая карьера
В 1990 году губернатор Билл Клементс решил оставить свой пост, и Ричардс заняла его место. В должности губернатора Ричардс провела реформу тюремной системы Техаса, а также наложила вето на закон о полуавтоматическом оружии. Во время её губернаторства, чтобы пополнить бюджет штата, была учреждена лотерея Техаса. Ричардс купила первый билет 29 мая 1992 года в Oak Hill, Остин.
На выборах 1994 года Ричардс потерпела поражение от республиканца Джорджа Буша. С 2001 года она работала старшим советником компании Public Strategies, Inc. С 1995 по 2001 год Ричардс работала старшим советником в компании Verner, Liipfert, Bernhard, McPherson and Hand.
Ричардс умерла 13 сентября 2006 года от рака пищевода и была похоронена на кладбище штата Техас в Остине.

### Личная жизнь
В 1953 году Ричардс вышла замуж за Дэвида Ричардса. В 1984 году они развелись. У пары родились две дочери, Сесиль и Эллен, и сын Дэниэл. Когда Энн Ричардс умерла, у неё было четверо детей и восемь внуков.